# لانه‌آویز دم‌زرد مونتزوما
لانه‌آویز دم‌زرد مونتزوما (نام علمی: Psarocolius montezuma) نام یک گونه از سرده لانه‌آویز دم‌زرد است.